# عمارة بوذية

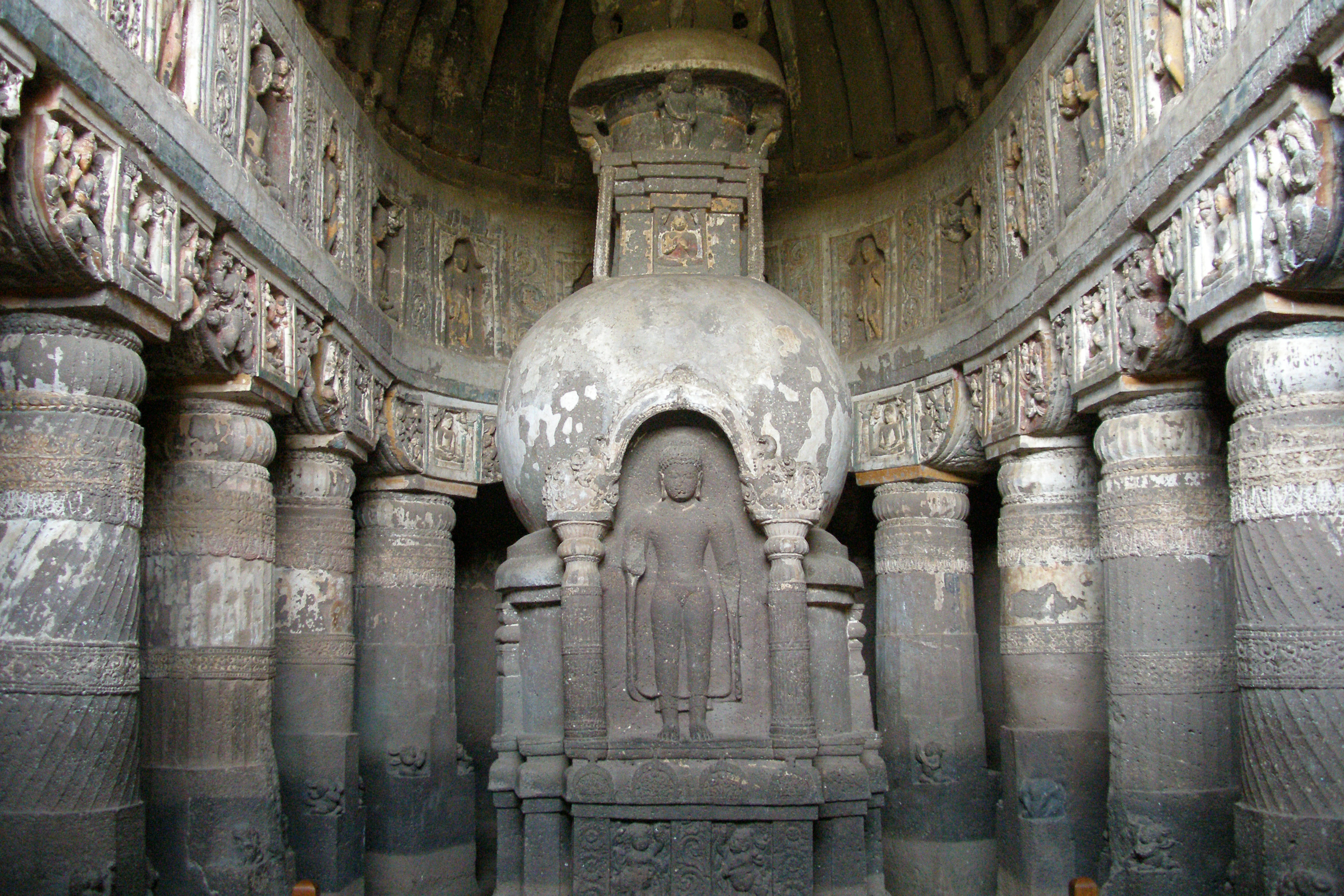
أحد المعابد البوذية

تطورت العمارة الدينية البوذية في شبه القارة الهندية. ترتبط ثلاثة أنواع من الهياكل بالعمارة الدينية للبوذية المبكرة: الأديرة (الفيهارا) وأماكن تكريم الآثار (الستوبا) والأضرحة أو قاعات الصلاة (الشيتيا وتُسمى أيضًا شيتيا غريهاس)، والتي سميت فيما بعد في بعض الأماكن بالمعابد.
كانت الوظيفة الأساسية للستوبا هي تبجيل وحماية آثار غوتاما بوذا. أقدم مثال على الستوبا في سانشي هو (مدهيا برديش).
وفقًا للتغيرات في الممارسة الدينية، دُمجت الستوبا تدريجيًا في الشيتيا غريهاس (قاعت الصلاة). جُمعت في مجمعات من كهوف أجانتا وكهوف إلورا (ماهاراشترا). يُعد معبد مهابودهي في بوده غايا في بيهار، مثالًا معروفًا آخر.
تُعد الباغودا تطورًا عن الستوبا الهندية.

## التطور المبكر في الهند
كانت الستوبا هي التطور الجديد المميز في المواقع الدينية البوذية. كانت مباني الستوبا في الأصل عبارة عن منحوتات أكثر من كونها مبان، وكانت في الأساس علامات لبعض المواقع المقدسة أو تخليدًا لذكرى رجل مقدس عاش هناك. تُعد الأشكال اللاحقة أكثر تفصيلًا وتشير أيضًا في كثير من الحالات إلى نموذج جبل ميرو.
ما يزال واحد من أوائل المواقع البوذية موجودًا في سانشي والهند، وهو يتركز على ستوبا يُقال إنها بُنيت في عهد الملك أشوكا (273- 236 قبل الميلاد). جرى تغليف الهيكل الأصلي البسيط في وقت لاحق، وأًصبح أكثر زخرفة، وجرى توسيع الموقع بأكمله على مدى قرنين من الزمن. تتميز النقاط الرئيسية الأربعة ببوابات حجرية معقدة الصنع.
كما هو الحال مع الفن البوذي، تتبع العمارة انتشار البوذية في جميع أنحاء جنوب وشرق آسيا، وشكلت النماذج الهندية المبكرة نقطة مرجعية أولى، على الرغم من اختفاء البوذية عمليًا من الهند نفسها في القرن العاشر.
احتوت زخارف المواقع البوذية على تفاصيل أكثر أخذت بالازدياد خلال القرنين الأخيرين قبل الميلاد، الألواح الطينية والأفاريز، بما في ذلك زخارف الأشكال البشرية وخاصة على الستوبا. مع ذلك، لم يُمثل بوذا في شكل بشري حتى القرن الأول من الحقبة العامة. بدلًا من ذلك، استُخدمت الرموز الأيقونية. يجري التعامل مع هذا بمزيد من التفاصيل في الفن البوذي، المرحلة الأيقونية. أثرت هذه المرحلة على تطور المعابد، التي أصبحت في نهاية المطاف خلفية لصور بوذا في معظم الحالات.
مع انتشار البوذية، اختلفت العمارة البوذية في الأسلوب، مما عكس الاتجاهات المماثلة في الفن البوذي. تأثرت المباني أيضًا إلى حد ما بأشكال مختلفة من البوذية في البلدان الشمالية، التي كانت تمارس بوذية ماهايانا في معظمها، بينما سادت في الجنوب بوذية تيرافادا.

## العمارة البوذية الإقليمية

### الصين
مع مجيء البوذية إلى الصين، جاءت معها العمارة البوذية. بُني العديد من الأديرة ويُقدر عددها بنحو 54000 دير. امتلأت هذه الأديرة بالكثير من الأمثلة عن العمارة البوذية، ولهذا السبب، فهي تمتلك مكانة مهمة للغاية في العمارة الصينية. تُعد الباغودا واحدة من أقدم الأمثلة الصامدة والمصنوعة من الطوب في دير سونغيوي في مقاطعة دينغفينغ.

### إندونسيا
وصلت البوذية والهندوسية إلى الأرخبيل الإندونيسي في أوائل الألفية الأولى. تُعد معابد باتوجايا في كاراوانغ، جاوة الغربية، أقدم معابد صامدة في جاوة، ويعود تاريخها إلى القرن الخامس. كان المعبد موقعًا بوذيًا، ويدل على ذلك، الألواح النذرية البوذية المكتشفة وهياكل الستوبا المصنوعة من الطوب.
شكل عصر سلالة سيلندرا الجاوية أوج الفن المعماري البوذي في إندونيسيا، وقد حكمت هذه الأسرة مملكة ماتارام في جاوة الوسطى منذ القرن الثامن وحتى القرن التاسع من الحقبة العامة. يُعد البوروبودور المثال الأكثر روعة من القرن التاسع، وهو عبارة عن ستوبا ضخمة تأخذ شكل هرم متدرج معقد البناء ومخطط الماندالا الحجرية. زُينت الجدران والدرابزينات بنقوش رائعة تغطي مساحة إجمالية تبلغ 2500 متر مربع. يوجد حول المنصات الدائرية نحو 72 ستوبا مفتوحة، تحتوي كل منها على تمثال لبوذا. يُعرف البوروبودور كأكبر معبد بوذي في العالم.

### تايلاند
تُعرف المعابد البوذية باسم وات، من بالي فاتا، والتي تعني «الساحة المسورة». يتكون الوات عادة من جزأين: الفوتاوات (أماكن العبادة المخصصة لعبادة بوذا) والسانغخوات (دير مخصص للسانغا).
تحتوي المعابد البوذية التايلاندية عادة على تشيدي ذهبية في شكل برج ستوبا على شكل جرس مغطى بأوراق ذهبية، وتحتوي على غرفة ذخيرة. هناك ميزة نموذجية أخرى هي برج برانغ في أعلى مركز هيكل المعبد البوذي. تتكون المعابد البوذية التايلاندية من العديد من الهياكل بما في ذلك، أوبوست (قاعة التنسيق) والويهان (الفيهارا) والموندوب (الماندابا) والهو تراي (المكتبة) والسالا (المعرض المفتوح) والهو راخانغ (برج الجرس) وغيرها من المباني الملحقة.
تعرض جميع هياكل المعابد هذه طبقات متعددة من الأسقف. يُحتفظ باستخدام الطبقات المزخرفة لأسقف المعابد والقصور والمباني الهامة. تُستخدم طبقة أو اثنتين في الغالب، بينما تمتلك المعابد الملكية أربع طبقات.

### هاواي
تمتلك العديد من المعابد البوذية في هاواي عمارة خاصة بالجزر. يأتي هذا من حقيقة أن المهاجرين اليابانيين الذين هاجروا إلى هاواي لم يكن لديهم جميع المواد التي كانوا سيحصلون عليها في اليابان، وكذلك بالنسبة لبنية التربة وتقنيات البناء المختلفة. نظرًا لامتلاك هؤلاء المهاجرين اليابانيين المعرفة البوذية ولكونهم حرفيين استثنائيين، فقد أصبحت هذه المعابد تجسيدًا جيدًا لدينهم.
هناك خمسة أساليب معمارية يمكن العثور عليها في المعابد البوذية في هاواي. تختلف هذه الأساليب بسبب الفترات الزمنية التي استُخدمت فيها.

#### المنازل المتحولة
كان هذا هو الشكل الأول من المعابد البوذية في هاواي. أخذوا مزرعة كبيرة وحولوها إلى أماكن للعبادة بإضافة أشياء مثل المذبح أو الأضرحة. قدم هذا الأسلوب طريقة غير مكلفة لبناء المعابد، وجعل استخدام المساحات السكنية المصلين يشعرون أنهم أكثر اتصالًا. الفرق الأبرز هو أن المنازل لم تُبنى بنية تحويلها إلى معابد، بل بُنيت في الأصل كمكان لتعيش فيه الأسر. انخفضت شعبية هذا الأسلوب خلال القرن العشرين.
التقليد الياباني
نشأ هذا الأسلوب عندما نقل المهاجرون اليابانيون المهارات الحالية في بناء المعابد والأضرحة إلى هاواي. صُنعت هذه المعابد لتكون مماثلة للمعابد اليابانية الأصلية، ولكن كان لا يد من تغيير بعض الجوانب بسبب عدم قدرتهم الحصول على المواد والأدوات. من الخصائص البارزة التي تميز هذا الأسلوب، الجائز وهيكل السارية والأرضيات المرتفعة والأسقف المسنمة والجملونية. امتلك التصميم الداخلي للمعابد نفس هياكل نظائره في اليابان.

#### اليابانية المبسطة
نشأ هذا الأسلوب مع المهاجرين اليابانيين الذين لم يمتلكوا مهارات بناء المعابد والأضرحة. ما يزال المهاجرون يريدون للمعابد أن تعطي الشعور الأصلي نفسه، ولكنهم يفتقرون مهارة القيام بذلك، لذلك جرى العمل على تبسيط تقنيات البناء التي استخدموها. من بعض ميزات هذا الأسلوب، الأسقف المسنمة والجملونية، على عكس تلك الطويلة والمنحدرة والقاعة الاجتماعية المنفصلة والمداخل المغطاة. تضاعفت هذه المعابد كمراكز مجتمعية، وكانت مشابهة في أسلوبها للكنائس الغربية.

#### الغرب الهندي
يُعد هذا الأسلوب فريدًا من نوعه في هاواي وقد جاء بسبب الحركات العرقية والدينية. أشارت هذه الحركة الدينية إلى بوذية عموم آسيا، والتي كانت عبارة عن مزيج من البوذية الهندية واليابانية والغربية. لم يمتلك المعماريون الذين عُينوا عندما بُني أول معبد من هذا الأسلوب، خبرة سابقة في العمارة البوذية. شاع هذا الأسلوب حتى الستينيات من القرن العشرين. كان هذا على الأرجح أحد أساليب العمارة البوذية الأكثر شعبية في هاواي، أخذت المعابد الصغيرة التي لا تستطيع توظيف المعماريين لتطبيق هذا الأسلوب على معابدها، جوانب معينة منه وطبقته عليها. تشبه التصميمات الداخلية لهذه المعابد إلى حد كبير تلك الأصلية في اليابان.

#### دار العبادة
يشبه هذا الأسلوب أيضًا الكنائس الغربية. شاع هذا الأسلوب في ستينيات القرن العشرين. تُصنع هذه المعابد من الخرسانة وتظهر أساليب مختلفة من الأسقف على عكس الأساليب الأخرى من المعابد. تشمل الفئات الفرعية لهذا الأسلوب على أبنية سكنية ومستودعات وكنائس ومبان يابانية. ظلت التصميمات الداخلية مماثلة لمعابد اليابان مثل الأساليب الأخرى، في حين اختلف الجزء الخارجي اختلافًا كبيرًا.